# Dicranomyia (Dicranomyia) semicuneata
Dicranomyia (Dicranomyia) semicuneata is een tweevleugelige uit de familie steltmuggen (Limoniidae). De soort komt voor in het Australaziatisch gebied.